# Tornado (Salitre Magico)
Tornado in het Colombiaanse park Salitre Magico is een stalen achtbaan van Anton Schwarzkopf. De achtbaan, met bouwjaar in de jaren 70 of begin jaren 80, heeft al op verschillende plaatsen gestaan en staat daar sinds 2010.

## Beschrijving
De achtbaan is van het model Jet Star III oftewel Jumbo Jet. Het bouwjaar van de baan is onbekend, maar vermits er na 1983 geen nieuwe Jumbo Jets meer werden gemaakt, moet dit een tweedehands baan zijn geweest. Ook het feit dat de baan na 3 jaar in Alton Towers een renovatie kreeg, bevestigt dat de baan een langere geschiedenis heeft.

## Geschiedenis

### Alton Beast -Alton Towers
Wanneer de baan exact is gebouwd, is onbekend. De achtbaan werd in 1988 opgebouwd in het Britse park Alton Towers onder de naam Alton Beast in een gebied achter Talbot Street dat de Coaster Corner werd genoemd. De baan werd daar gesloten en afgebroken in 1991 na klachten over geluidsoverlast van buurtbewoners die dicht van die Coaster Corner woonden, waarop de Coaster Corner uiteindelijk gesloten werd en de achtbanen weggehaald.

### New Beast -Alton Towers
Terwijl hij dan toch uit elkaar was gehaald, werd Alton Beast tijdelijk teruggestuurd naar het (na een faillissement in 1983 inmiddels overgenomen) bedrijf van Schwarzkopf voor een opknapbeurt. Het volgende jaar opende hij opnieuw in Alton Towers, maar dan op een andere plaats en met een nieuwe naam: New Beast. Sommige bronnen beweren echter dat dit een andere baan is. RCDB spreekt dit tegen op de pagina over New Beast: een Alton-medewerker zou bevestigd hebben dat het om dezelfde baan gaat, omdat er op New Beast lasnaden aanwezig waren die voorheen door Alton-mensen zelf waren aangebracht.
New Beast stond in het themadeel Thunder Valley.

### Space Mountain -Divertido
Na de afbraak van New Beast in 1998 wegens de komst van grotere achtbanen in Alton Towers werd de attractie verkocht. Wanneer hij exact is opgebouwd, is niet geweten, maar hij heeft tot in 2004 onder de naam Space Mountain in het Mexicaanse Divertido gestaan als overdekte achtbaan.
Wanneer het park Divertido sloot, werden beide aanwezige achtbanen opnieuw verkocht.

### Tornado -Salitre Magico
Sinds 2010 rijdt deze baan zijn rondjes, opnieuw in open lucht, in het Colombiaanse Salitre Magico.

## Bijzonderheden

### Alton Towers eind 20e eeuw: vier achtbanen, twee modellen
Opmerkelijk is dat Alton Towers bij aanschaf van deze Jet Star III-baan ook al een overdekte Jet Star II had staan van in 1983: Black Hole. Black Hole werd niet vervangen, maar Alton Beast werd gewoon als nieuwe coaster opgebouwd. Ook opvallend is dat Black Hole in het openingsjaar van Alton Beast werd aangepast om net zoals een Jet star III-baan met gekoppelde wagentjes te kunnen rijden, terwijl een Jet Star II normaal enkel met losse wagons kan werken. De beleving was dus, behalve dat hij kleiner en in het donker was, vrij vergelijkbaar met die van Alton Beast / New Beast.
Nog opmerkelijker is dat dit niet de enige twee op elkaar lijkende banen waren in het park: in 1982 en 1983 schafte Alton Towers respectievelijk Mini Apple en The Beastie aan, een Big Apple en een Super Dragon van Pinfari. Ook dit zijn twee modellen die erg veel, zelfs nog meer gelijkenissen met elkaar vertonen.

### Space Mountain: overdekt
Zoals hierboven is aangegeven, was deze baan overdekt opgesteld in Divertido. Het gebouw was een op maat gemaakte tent. Het gebouw omheen de Jet Star II in Alton Towers, Black Hole, was ook een dergelijke constructie.